# لین مک‌کلمنتس
لین مک‌کلمنتس (انگلیسی: Lyn McClements؛ زادهٔ ۱۱ مهٔ ۱۹۵۱) یک شناگر اهل استرالیا است.
وی توانسته مدال طلا شنای ۱۰۰ متر پروانه و مدال نقره ۴ × ۱۰۰ متر مختلط امدادی در بازی‌های المپیک تابستانی ۱۹۶۸ را کسب کند.